# ジボラン(2)
ジボラン(2)(Diborane(2))またはジボレン(diborene)は、化学式B2H2の仮設上の無機化合物である。H–B=B–Hの並びの線状で、対称的な共有結合を持つ。ホウ素-ホウ素結合は純粋なπ結合で、σ結合性は持たないと考えられている。各々のホウ素原子が6つの荷電子のみを共有するため、強いルイス酸となる。
一般式R:(BH)=(BH):Rで表される関連化合物はジボレンとして知られ、安定である。2つの置換基Rが2つの追加の電子対を供給し、ホウ素原子間に二重結合ができる。